# MUDANG: Two Hearts
Project TH (Project Two Hearts) — компьютерная игра в жанре стелс-экшена, разрабатываемая корейской компанией EVR Studio, на основе вебтуна «Moodang». Игра выйдет в 2026 году на платформах Windows, PlayStation 5, Xbox Series X/S.

## Сюжет
События игры разворачиваются в недалёком будущем, где две Кореи стоят на пороге объединения в единое государство. По мере исчезновения противостояния, из-за воссоединения, Агентство национальной безопасности, обеспокоенное снижением общественной осведомлённости о безопасности, создаёт k-pop группу «Ордо». Взрывная популярность нового музыкального коллектива увеличивает количество добровольцев и поднимает авторитет Агентства. В то же время появляется неизвестная вооружённая группировка, целью которой становится «Ордо». В ответ Агентство нацбезопасности организовывает элитное подразделение «Часа», которой поручают защиту «Ордо». Джи Чжон Тхэ понижен и назначается менеджером группы, так как в решающие моменты боёв сталкивается с неожиданной проблемой — головной болью.
История будет рассказываться от лица трёх протагонистов:
- Джи Чжон Тхэ — северокорейского солдата, приехавшего в Южную Корею по программе военного обмена;
- Гави — участницы набирающей популярность корейской поп-группы «Ордо» (ORDO);
- ID: Ghost — бывшего южнокорейского солдата, а ныне таинственного террориста, взорвавшего корейский парламент.

## Производство
Южнокорейская студия EVR, специализирующаяся на создании визуальных эффектов для голливудских проектов, представила дебютный трейлер Project TH в рамках международной выставки игр G-STAR 2022 в Пусане. Было подтверждено участие таких актёров, как Ли Хон Нэ, Хо Сон Тхэ, Хон Чжи Юн, Ким Мён Джун.
В 2025 году в рамках Xbox Games Showcase был показан трейлер игры, где были продемонстрированы сюжет и геймплей игры. Также было объявлено, что игра выйдет в 2026 году на Windows, Xbox Series X/S и PlayStation 5.